# شیهو فوجیمورا
شیهو فوجیمورا (انگلیسی: Shiho Fujimura؛ زادهٔ ۳ ژانویهٔ ۱۹۳۹) یک هنرپیشه اهل ژاپن است.